# Heinz Ziegler
Heinz Ziegler foi um General da Alemanha durante a Segunda Guerra Mundial. Nasceu em Darkehmen na Prússia Oriental em 19 de Maio de 1894. Faleceu em 21 de Agosto de 1972.

## Biografia
Foi um oficial cadete em 1914 e serviu como um Leutnant num Regimento de Artilharia a pé em 1914. Após o armistício de 1918, ele permaneceu na Reichswehr, subindo para o posto de Oberst em 1 de Janeiro de 1938 no comando de um Regimento de Artilharia.
Foi o chief-of-staff do IV Corpo de Exército em Setembro de 1939, com a promoção para Generalmajor em 1 de Janeiro de 1942 e Generalleutnant em 3 de Dezembro daquele mesmo ano, e finalmente General der Artillerie em 1 de Janeiro de 1944. Ele teve vários postos de destaque, notavelmente com o XXXXII Corpo de Exército e o Afrika Korps, com o Grupo de Exércitos Afrika.
Comandante oficial da 334ª Divisão de Infantaria (24 de Maio de 1943), chegou ao comando do III Corpo Panzer (21 de Outubro de 1943) e em seguida o 14º Exército (24 de Outubro de 1944).
Faleceu em 21 de Agosto de 1972.

## Condecorações
| Cruz de Ferro (1914) 2ª Classe                                      |                       |
| Cruz de Ferro (1914) 1ª Classe                                      |                       |
| Cruz de Cavaleiro da Casa Real da Ordem de Hohenzollern com Espadas |                       |
| Cruz de Honra da Guerra Mundial 1914/1918                           |                       |
| Cruz de Ferro (1939) 2ª Classe                                      | 11 de junho de 1940   |
| Cruz de Ferro (1939) 2ª Classe                                      | 25 de junho de 1940   |
| Ordem de Michael O Bravo 3ª Classe                                  | 7 de maio de 1943     |
| Cruz Germânica em Ouro                                              | 26 de janeiro de 1942 |
| Cruz de Cavaleiro da Cruz de Ferro                                  | 16 de abril de 1943   |
| Ärmelband Afrika                                                    |                       |